# Edvard Vilhelm Sjöblom
Edvard Vilhelm Sjöblom est un missionnaire chrétien baptiste suédois qui a travaillé pour la Société missionnaire baptiste suédoise, puis pour l’American Baptist Missionary Union en Congo belge.

## Biographie
Edvard Vilhelm Eriksson est né à Biskopskulla, dans la province du Västmanland. 

### Ministère
E.V. Sjöblom entra au service de la Société missionnaire baptiste suédoise en 1885. Il partit pour le pays de Balolo, dans le Haut-Congo en juin 1892, après Engvall, qui partit en 1881. Dès 1893, Sjöblom passa à l’American Baptist Missionary Union. Le 17 février 1902, il se rendit chez le commissaire de district à Coquilharville, Guillaume Debauw, pour lui demander l'autorisation de créer à l'entrée du lac Tumba un sous-poste pour son catéchiste Frank Etova, éduqué en Grande-Bretagne. La demande étant agréée, le 29 avril 1902, Sjöblom signala qu'il avait choisi le village d'Etuta où il créa une école. Il mourut le 20 janvier 1903 dans l'exercice de sa mission à Ikoko Bonginda, où il repose.
Ses témoignages contre les exactions et les crimes commis dans l'État Indépendant du Congo sous l'autorité du roi Léopold II furent décisifs. Le baron Théophile Wahis, gouverneur général de l'État indépendant du Congo de 1892 à 1908 puis du Congo belge de 1908 à 1912, « le menaça de cinq ans de prison s'il continuait à dénoncer les atrocités » dont il voulait se porter témoin.

## Postérité de sa mission
En 1941, la mission congolaise fondée par Sjöblom comptait 19 missionnaires, 5 postes centraux et 103 postes-avancés. Elle rassemblait 1723 paroissiens et 4146 écoliers. Près de 14.000 patients étaient soignés dans ses dispensaires.